# Halodule
Halodule is een geslacht uit de familie Cymodoceaceae. De soorten komen wereldwijd voor langs de kusten van tropische en subtropische wateren.

## Soorten
- Halodule bermudensis Hartog
- Halodule ciliata (Hartog) Hartog
- Halodule emarginata Hartog
- Halodule pinifolia (Miki) Hartog
- Halodule uninervis (Forssk.) Boiss.
- Halodule wrightii Asch.

## Hybriden
- Halodule × serratifolia Ohba & Miyata ex Kadono